# Michel Lacome
Pas d'image ? Cliquez ici

a Compétitions nationales et continentales officielles uniquement.

b Matchs officiels uniquement.
Michel Lacome, né le 28 septembre 1935 à Bagnères-de-Bigorre, est un joueur français de rugby à XV, qui a joué avec l'équipe de France, le Stade bagnérais et la Section paloise au poste de trois quart centre (1,78 m pour 76 kg). 

## Carrière de joueur

### En club
- Stade bagnérais
- Section paloise
- Valence sportif

### En équipe nationale
Il a disputé un test match le 6 août 1960 contre l'équipe d'Argentine.

## Statistiques en équipe nationale
- Sélections en équipe nationale : 1 en 1960